# Fine Arts Department

Siegel des Fine Arts Department

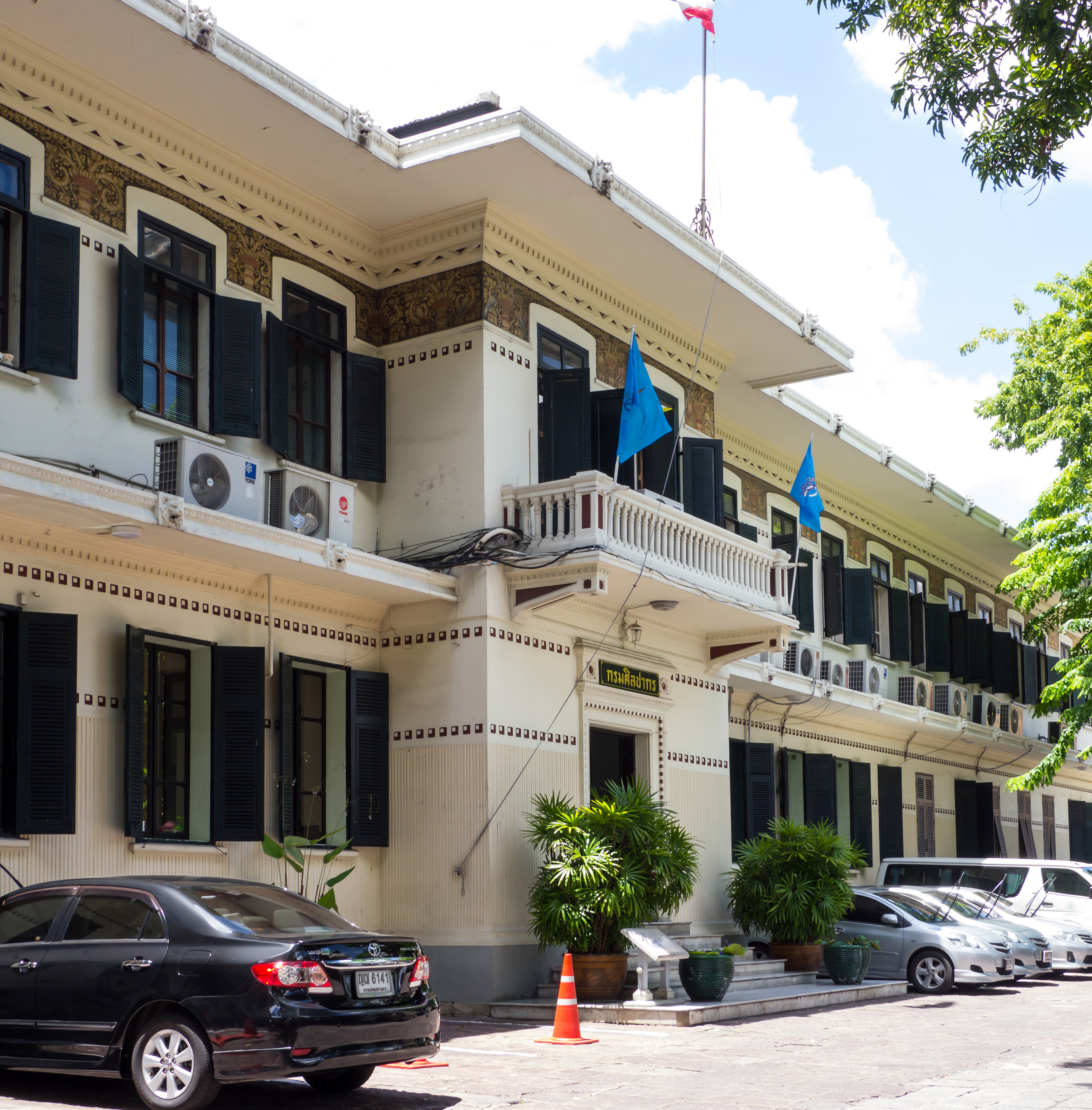
Fine Arts Department in Bangkok

Das Fine Arts Department (Thai: กรมศิลปากร – RTGS: Krom Sinlapakon) ist eine Behörde in Thailand. Sie untersteht dem Erziehungs-Ministerium und ist etwa vergleichbar mit dem Kultusministerium.

## Geschichte
Vor 1911 unterstanden die Ressorts Archäologie, Geschichte, Literatur, Drama, Musik, bildende Künste, Archivierung und Museen unterschiedlichen Ministerien. 
König Vajiravudh (Rama VI.) verfügte, dass ein eigenes Ministerium für die Kultur der gesamten thailändischen Nation zuständig sein solle. So wurde durch die Bekanntgabe in der Royal Gazette am 27. März 1911 das Fine Arts Department gegründet.
Während der Regierungszeit von König Prajadhipok (Rama VII.) wurde das Department zwischen 1926 und 1933 aufgelöst, da die Regierung nicht genügend Mittel bereitstellen konnte.

## Aufgaben
Das Fine Arts Department soll „das Wissen, die Weisheit und die Kultur der Nation schaffen, bewahren, fördern und lehren“. Dies soll auf den Gebieten von Archaeologie, der Literatur, der Geschichtsforschung, traditionellen Sitten und Gebräuchen, Architektur, Drama und Bildenden Künsten, bei Denkmälern und durch Museen, der National-Bibliothek und des National-Archivs geschehen. Das Department ist die oberste zuständige Behörde für alle Belange des Denkmalschutzes und der Denkmalpflege in Thailand.
Da die Religion als ein Bestandteil der thailändischen Kultur angesehen wird, soll das Religions Department sowohl religiöse Aktivitäten aller Konfessionen fördern, als auch ethische und moralische Werte in der Öffentlichkeit verbreiten.

## Aufbau
Das Fine Arts Department besitzt neben Ressorts für Verwaltung und Planung die folgenden Bereiche:
- Institut für Bildende Künste
- Institut für Archäologie und National-Museum
- Institut für Musik und Drama mit dem Nationaltheater
- Literatur und Geschichte
- National-Bibliothek
- National-Archiv